# Somontano (DO)

Les quatre appellations de la région d'Aragon, (Espagne)

Le somontano est un vin d'Espagne d'appellation d'origine contrôlée, produit dans la province de Huesca. La zone vinicole du Somontano se trouve dans la comarca du même nom, dont le chef-lieu est Barbastro. Zone verte au relief abrupt, la vigne se cultive sur les terrasses des vallées qui versent au Nord de la dépression de l'Èbre.
Somontano signifie 'pied de mont' et définit parfaitement la zone géographique où se trouve cette AOC, car c'est une zone de transition entre la vallée de l'Èbre et les pyrénées, connue aussi comme pré-Pyrénées.
Les romains consolidèrent la culture de la vigne qui prospéra sous l'influence des monastères au Moyen Âge. Actuellement cette AOC produit des vins de grande qualité.

## L'environnement
Le sol est formé de grès et d'argile, tout comme de calcaire et des alluvions. Ce sont des terroirs à faible fertilité et bon drainage. L'altitude varie entre 350 mètres et 650 mètres.
Le climat, continental, est tempéré abrité par les Pyrénées face aux vents froids du nord. Cependant les gelées d´hiver sont fréquentes tout comme les températures extrêmes en été.
Les différences de températures entre le jour et la nuit sont très grandes.
La pluviométrie moyenne est de 500 mm/an.

## Cépages
- Rouges: Tempranillo, Cabernet Sauvignon, Merlot, Moristel, Garnacha, Parraleta , Pinot noir et Syrah.
- Blancs: Macabeu ou Alcañón, Grenache  blanc, chardonnay et Gewurztraminer.

## Communes appartenant à l'AOC
Les communes de la DO Somontano se trouvent dans la comarque du Somontano de Barbastro.
- 1982 Excellente
- 1983 Très Bonne
- 1984 Moyenne
- 1985 Excellente
- 1986 Bonne
- 1987 Très Bonne
- 1988 Excellente
- 1989 Très Bonne
- 1990 Bonne
- 1991 Très Bonne
- 1992 Très Bonne
- 1993 Excellente
- 1994 Excellente
- 1995 Excellente
- 1996 Très Bonne
- 1997 Bonne
- 1998 Excellente
- 1999 Très Bonne
- 2000 Bonne
- 2001 Excellente
- 2002 Très Bonne
- 2003 Très Bonne
- 2004 Très Bonne
- 2005 Excellente
- 2006 Excellente
- 2007 Excellente
- 2008 Très Bonne
- 2009 Très Bonne

## Caves
- Bodegas Sommos
- Bodegas Monclús
- Bodegas Osca
- Bodegas Fabregas
- Bodegas Lalanne
- Viñas del Vero
- Monte Odina
- Enate
- Estada
- Bodegas Pirineos
- Bodega Valdovinos
- Blecua
- Dalcamp
- Otto Bestué
- Olvena
- Sierra de Guara
- Laus
- Bodegas Ballabriga
- Aldahara
- Raso Huete
- Abinasa
- Irius
- Meler
- Viñedos Sevil

## Production
- 4 000 hectares de vignoble
- 33,5 hectares de culture écologique
- 13,530 7 hectolitres l'année 2003

### Sources
- (es) Cet article est partiellement ou en totalité issu de l’article de Wikipédia en espagnol intitulé « somontano » (voir la liste des auteurs).